# Zolinos
Zolinos (Zolini) é uma tribo de carabídeos da subfamília Trechinae.

## Subtribos
- Chalteniina Roig-Juñent & Cicchino, 2001
- Sinozolina Deuve, 1997
- Zolina Sharp, 1886